# Жак Тати
Жак Татѝ (на френски: Jacques Tati) е френски актьор, режисьор и сценарист. 

## Биография
Той е роден на 9 октомври 1907 година в Пек близо до Париж като Жак Татишчев, потомък на руския дворянски род Татишчеви. През 30-те години започва да участва с изпълнения на пантомима в различни вариететни програми, като от същото време са и първите му опити в киното. След Втората световна война започва сам да пише и режисира пълнометражни филми, като в повечето от тях сам изпълнява главната роля на емблематичния си герой господин Юло. За „Ваканцията на г-н Юло“ („Les vacances de Monsieur Hulot“, 1953) е номиниран за Оскар за най-добър сценарий, а „Моят чичо“ („Mon oncle“, 1958) е номиниран за Златна палма и получава специалната награда на журито на Фестивала в Кан.
Жак Тати умира на 5 ноември 1982 година в Париж.

## Филмография

### Като режисьор
| година | филм                  | оригинално заглавие            | бележки |
| ------ | --------------------- | ------------------------------ | ------- |
| 1949   | Празничен ден         | Jour de fête                   |         |
| 1953   | Ваканцията на г-н Юло | Les vacances de Monsieur Hulot |         |
| 1958   | Моят чичо             | Mon oncle                      |         |
| 1967   | Време за развлечения  | Playtime                       |         |
| 1971   | Трафик                | Trafic                         |         |
| 1974   | Парад                 | Parade                         |         |